# Czarnoplesy
Czarnoplesy (ukr. Чорнопле́си) – wieś na Ukrainie w rejonie kowelskim należącym do obwodu wołyńskiego.
Do 2020 w rejonie lubomelskim.